# Rock and Roll Heart
Rock and Roll Heart es el séptimo álbum de Lou Reed, lanzado en 1976 por Arista Records.
Este disco marcó el debut de Reed con la compañía Arista, e incluyó "A Sheltered Life", composición de la época de la Velvet Underground, de fines de los años '60, la cual estaba inédita, siendo publicada aquí por primera vez.

## Lista de canciones
1. "I Believe in Love" – 2:46
2. "Banging on My Drum" – 2:11
3. "Follow the Leader" – 2:13
4. "You Wear It So Well" – 4:52
5. "Ladies Pay" – 4:22
6. "Rock & Roll Heart" – 3:06
7. "Chooser and the Chosen One" – 2:47
8. "Senselessly Cruel" – 2:08
9. "Claim to Fame" – 2:51
10. "Vicious Circle" – 2:53
11. "A Sheltered Life" – 2:20
12. "Temporary Thing" – 5:13